# 20043 Ellenmacarthur
20043 Ellenmacarthur è un asteroide della fascia principale. Scoperto nel 1993, presenta un'orbita caratterizzata da un semiasse maggiore pari a 1,9694231 UA e da un'eccentricità di 0,0576328, inclinata di 18,26299° rispetto all'eclittica.